# Tiruvannamalai (distrikt)
Tiruvannamalai är ett distrikt i Indien.   Det ligger i delstaten Tamil Nadu, i den södra delen av landet, 1 800 km söder om huvudstaden New Delhi. Antalet invånare är 2 464 875.
Följande samhällen finns i Tiruvannamalai:
- Tiruvannamalai
- Ārani
- Cheyyar
- Vandavāsi
- Polūr
- Chengam
- Vettavalam
- Pennāttūr
- Peranamallūr
- Desūr
- Dūsi
- Tandarai